# Zhiguli (ciruela)
Zhiguli en ruso: Жигули es una variedad cultivar de ciruelo (Prunus domestica), de las denominadas ciruelas europeas,
una variedad de ciruela obtenida en la "Estación Experimental de Horticultura de Kuibyshev". Las frutas tienen un tamaño mediano a grande, forma redondeada, uniforme, color de la cubierta verde tierra, cubierta azul, sólida, y pulpa de color verde amarillento, tierna y jugosa; siendo el color de la cavidad el mismo que el de la pulpa, jugo incoloro, y sabor agridulce.

## Sinonimia
- "Жигули",
- "Слива Жигули",
- "Sliva Zhiguli".[3][5]

## Historia
'Zhiguli' es una variedad de ciruela que se obtuvo por el equipo de obtentores formado por E.P. Finaev y P.P. Ivanov en la "Estación Experimental de Horticultura de Kuibyshev" mediante el cruce de las variedades 'Ternoslivaya Kuibyshevskaya' como "Parental Madre" x el polen de la variedad 'Renklod Bave' (incluida en el grupo de las Reinas Claudias) como "Parental Padre".
'Zhiguli' fue incluida en el "Registro Estatal de Rusia para la región del Volga Medio" en 1987.

## Características
'Zhiguli' es un árbol vigoroso y de rápido crecimiento. La copa es ovalada-redondeada, de densidad media. La variedad fructifica principalmente en ramitas de ramillete. La corteza del tronco y las ramas principales es lisa, de color verde grisáceo. Los brotes son gruesos, rectos, de color marrón rojizo, desnudos. Hay muchas lenticelas, de tamaño mediano, blancas. Las hojas son grandes, anchas, redondeadas, de punta corta, de color verde oscuro, arrugadas y mate. El limbo es cóncavo (en forma de barco) hacia abajo, el ápice de la hoja es puntiagudo; la base es redondeada, no hay pubescencia. El borde de la hoja es dentado doble. Las estípulas son medianas, de caída temprana. El pecíolo es mediano, grueso y pigmentado. La inflorescencia presenta flores dobles o triples, en forma de rosa, grandes y blancas. Es autofértil, mejora su rendimiento con polinización cruzada, siendo los mejores polinizadores: 'Mirnaya', 'Skorospelka Krasnaya', y 'Ternoslivka Kuibyshevskaya'.
'Zhiguli' tiene frutos de tamaño grande siendo su peso promedio de 31,1 gr, de forma más o menos uniformes, redonda, con el ápice del fruto redondo y deprimido lateralmente, siendo la base del fruto dentada, siendo el color verde tierra, cubierta azul, sólida, con puntos subcutáneos escasos, blancos y claramente visibles, piel mediana, desnuda, con una capa cerosa mediana, difícil de separar del fruto; pedúnculo mediano en longitud y grosor; se separa fácilmente de la rama; la unión al hueso es débil; la pulpa es verde amarillento, tierna y jugosa; siendo el color de la cavidad el mismo que el de la pulpa, jugo incoloro, y sabor agridulce. La calificación de sabor de las frutas frescas es de 4,0 puntos. La apariencia es atractiva - 4.0 puntos. La fruta contiene 15.5% de materia seca, 8.49% de azúcar, 2.46% de ácidos, 4.12 mg / 100 g de ácido ascórbico.
Hueso hueso es mediano y ancho, con la sutura ventral pequeña y apenas perceptible, ovoide, puntiagudo en la parte superior e inferior, se separa bien de la pulpa.
Florece del 10 al 19 de mayo. El período de maduración de los frutos es tardío. El período de cosecha se inicia 5 a 6 días antes de la maduración que suele ser de la segunda decena de agosto a la primera de septiembre. Las frutas tienen una apariencia comercializable y son transportables. Se pueden almacenar durante dos semanas.

## Usos
Una variedad universal, pues además de futa fresca postre en mesa, es adecuada para hacer mermeladas, compotas, y usos cilinarios varios.

## Susceptibilidades
La variedad es resistente a la sequía. Se ve afectada por la moniliosis en un 0,1-0,2%. Es ligeramente susceptible a la gomosis. 
Los frutos se ven afectados por la polilla de la ciruela en un 0,3-0,5%. En algunos años, se ve moderadamente afectada por el pulgón del ciruelo. 
La variedad requiere ubicaciones elevadas y bien iluminadas, suelos ligeros y de composición mecánica media. Responde bien al riego y a los fertilizantes orgánicos y minerales, a la vez que produce altos rendimientos de frutos de alta calidad. La poda de formación es necesaria a una edad temprana; Durante la época de plena fructificación, poda rejuvenecedora. 
Ventajas de la variedad: alta resistencia invernal de la madera y los capullos; rendimiento anual; frutos grandes de excelente calidad. 
Desventajas de la variedad: caída parcial y agrietamiento de los frutos.